# MAZ-7310
Le MAZ-7310 (en russe : МАЗ-543/МАЗ-7310 Ураган (Ouragan en français) est un camion militaire soviétique 8x8 construit par MAZ (Usine automobile de Minsk).

## Historique
Dessiné dans les années 1960, le MAZ-7310 a été présenté au public pendant le défilé militaire du 7 novembre 1965 sur la Place Rouge, avec un système tracteur-érecteur-lanceur destiné au déploiement de missiles Scud ou du système antiaérien S-300.
Outre son usage militaire, cet imposant véhicule a également été utilisé dans les aéroports, ou comme train routier dans la vaste Sibérie.
Il sera complètement remplacé par la déclinaison précédente (le modèle 543), ainsi que par d'autres véhicules, notamment un camion benne MAZ-7510, un véhicule de lutte contre les incendies dans les aéroports (AA-60 (7310) en 1978) puis encore par le camion-grue KS-5573 en 1981.
Il sert de véhicule porteur au canon automoteur A-222 Bereg.

## Aspect technique et déclinaison
|                                                        | MAZ-543                                    | MAZ-543P                                   | MAZ-543А                                   | MAZ-543М                                   | MAZ-7310                                   | MAZ-7313                                   | MAZ-73132                                  | MAZ-74106                                  |
| ------------------------------------------------------ | ------------------------------------------ | ------------------------------------------ | ------------------------------------------ | ------------------------------------------ | ------------------------------------------ | ------------------------------------------ | ------------------------------------------ | ------------------------------------------ |
| Transmission                                           | 8×8                                        | 8×8                                        | 8×8                                        | 8×8                                        | 8×8                                        | 8×8                                        | 8×8                                        | 8×8                                        |
| Nombre de places                                       | 4                                          | 4                                          | 4                                          | 2                                          | 4                                          | 4                                          | 4                                          | 4                                          |
| Masse à vide                                           | 19,1 tonnes                                | 19,4 tonnes                                | 19,6 tonnes                                | 22,4 tonnes                                | 20 tonnes                                  | 21,0 tonnes                                | 23,0 tonnes                                | 17,5 tonnes                                |
| Masse chargée max                                      | -                                          | 40 100 kg                                  | -                                          | -                                          | -                                          | 44 485 kg                                  | -                                          | -                                          |
| Chargement maximum                                     | -                                          | -                                          | -                                          | -                                          | 25 000 kg                                  | 25 000 kg                                  | -                                          | 32 000 kg                                  |
| Longueur                                               | 11,460 m                                   | 11,460 m                                   | 11,465 m                                   | 11,465 m                                   | 11,657 m                                   | 11,657 m                                   | 10,815 m                                   | -                                          |
| Largeur                                                | 3,070 m                                    | 3,070 m                                    | 3,070 m                                    | 3,070 mm                                   | 3,070 m                                    | 3,070 m                                    | 3,070 m                                    | 3,070 m                                    |
| Hauteur                                                | 2,900 m                                    | 2,900 m                                    | 2,920 m                                    | 2,900 m                                    | 2,920 m                                    | 2,920 m                                    | 2,920 m                                    | 2,920 m                                    |
| Empattement (entre les deux essieux les plus distants) | 2,200 mm + 3,300 m + 2,200 m               | 2,200 m + 3,300 m + 2,200 m                | 2,200 m + 3,300 m + 2,200 mm               | 2,200 m + 3,300 m + 2,200 m                | 2,200 mm + 3,300 m + 2,200 m               | 2,200 m + 3,300 m + 2,200 m                | 2,200 m + 2,650 m + 1,700 m                | 2,200 m + 2,650 m + 1,700 m                |
| Garde au sol                                           | 400 mm                                     | 400 mm                                     | 400 mm                                     | 400 mm                                     | 400 mm                                     | 400 mm                                     | 400 mm                                     | 400 mm                                     |
| Rayon de braquage                                      | 13,5 m                                     | 13,5 m                                     | 13,5 m                                     | 13,5 m                                     | 13,5 m                                     | 13,5 m                                     | -                                          | -                                          |
| Pente maximale (montée)                                | 30°                                        | 30°                                        | 30°                                        | 30°                                        | 30°                                        | 30°                                        | 30°                                        | 30°                                        |
| Franchissement à gué                                   | 1,3 m                                      | 1,3 m                                      | 1,3 m                                      | 1,3 m                                      | 1,3 m                                      | 1,3 m                                      | 1,3 m                                      | 1,3 m                                      |
| Motorisation                                           | D12А-525 (V12)                             | D12А-525 (V12)                             | D12А-525 (V12)                             | D12А-525 (V12)                             | D12А-525 (V12)                             | D12А-525 (V12)                             | D12А-525 (V12)                             | D12А-525 (V12)                             |
| Cylindrée                                              | 38 880 cm3                                 | 38 880 cm3                                 | 38 880 cm3                                 | 38 880 cm3                                 | 38 880 cm3                                 | 38 880 cm3                                 | 38 880 cm3                                 | 38,880 cm3                                 |
| Puissance                                              | 525 ch (2100 tr/min)                       | 525 ch (2100 tr/min)                       | 525 ch (2100 tr/min)                       | 525 ch (2100 tr/min)                       | 525 ch (2100 tr/min)                       | 525 ch (2100 tr/min)                       | 525 ch (2100 tr/min)                       | 525 ch (2100 tr/min)                       |
| Couple et vitesse de rotation                          | 2 150 N m (de 1 200 tr/min à 1 400 tr/min) | 2 150 N m (de 1 200 tr/min à 1 400 tr/min) | 2 150 N m (de 1 200 tr/min à 1 400 tr/min) | 2 150 N m (de 1 200 tr/min à 1 400 tr/min) | 2 150 N m (de 1 200 tr/min à 1 400 tr/min) | 2 150 N m (de 1 200 tr/min à 1 400 tr/min) | 2 150 N m (de 1 200 tr/min à 1 400 tr/min) | 2 150 N m (de 1 200 tr/min à 1 400 tr/min) |
| Consommation                                           | -                                          | -                                          | -                                          | -                                          | -                                          | 85 litres                                  | -                                          | -                                          |
| Rayon d'action                                         | 1 525 km                                   | 1 525 km                                   | -                                          | -                                          | -                                          | 600 km                                     | -                                          | -                                          |
| Vitesse maximale                                       | 60 à 65 km/h                               | 60 à 65 km/h                               | 60 à 65 km/h                               | 60 à 65 km/h                               | 60 à 65 km/h                               | 60 à 65 km/h                               | 60 à 65 km/h                               | 60 à 65 km/h                               |

## Galerie d'images

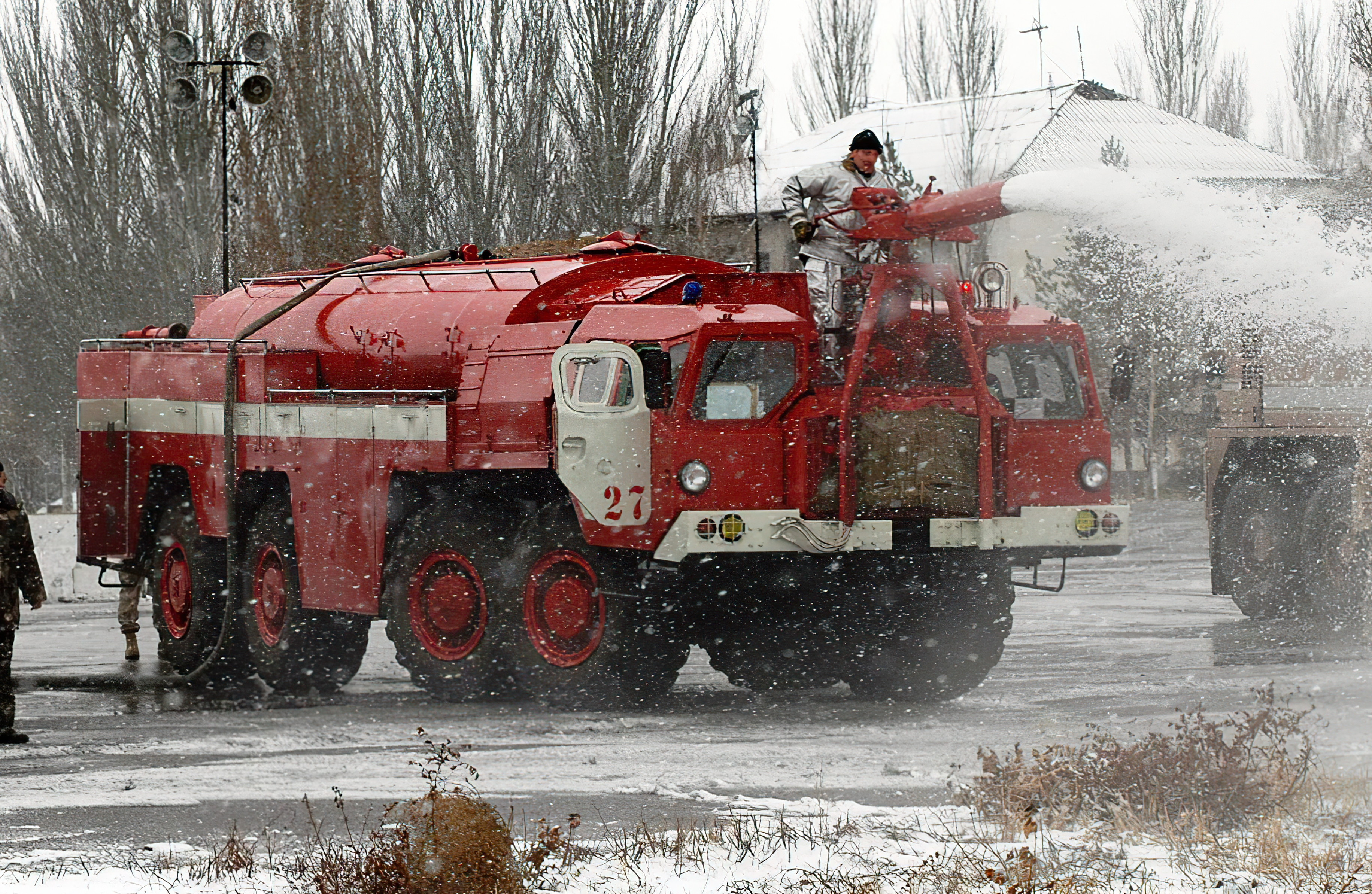
Usage civil d'un MAZ-543.
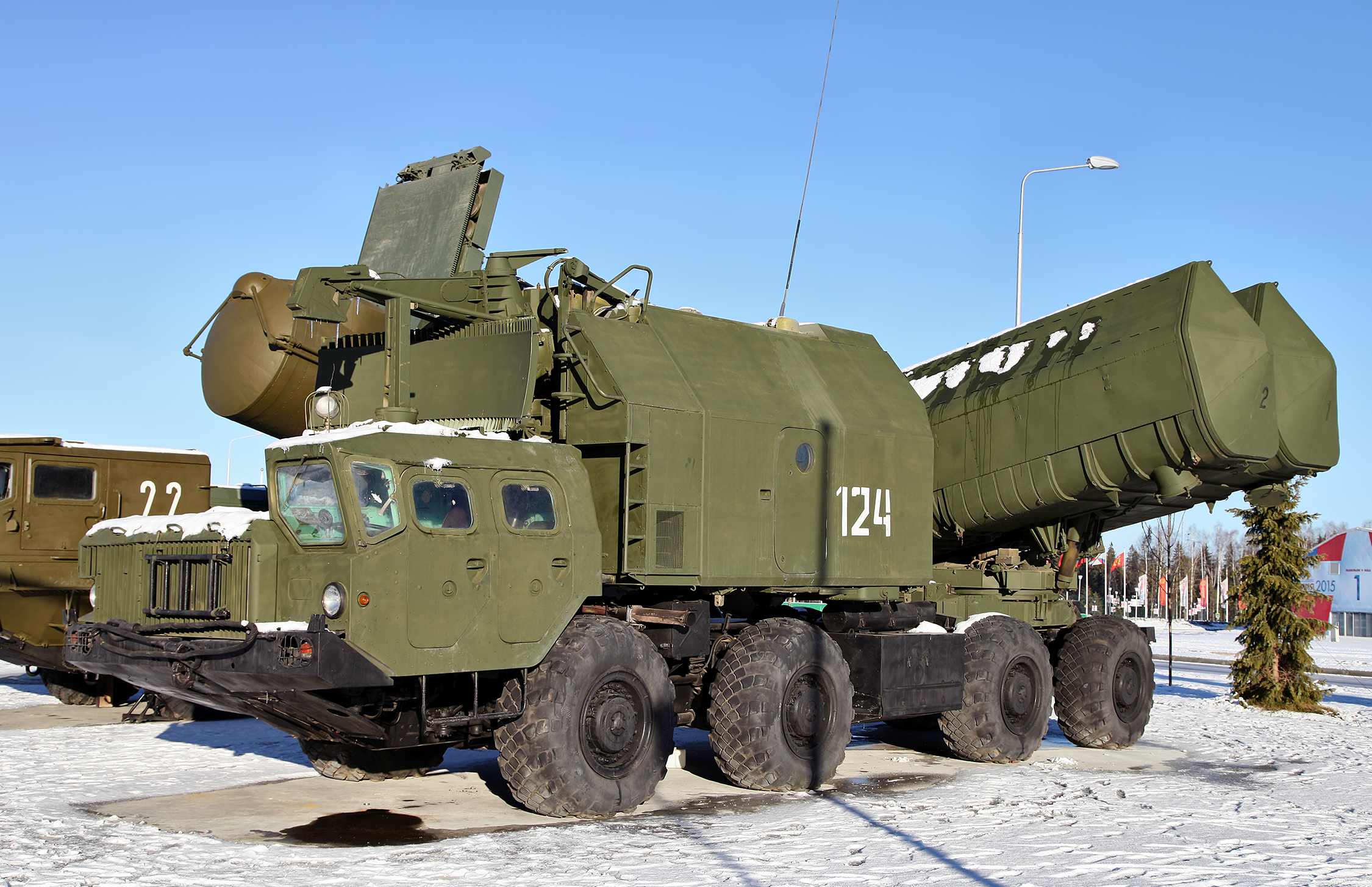
Véhicule porteur du 4K51 Rubezh.
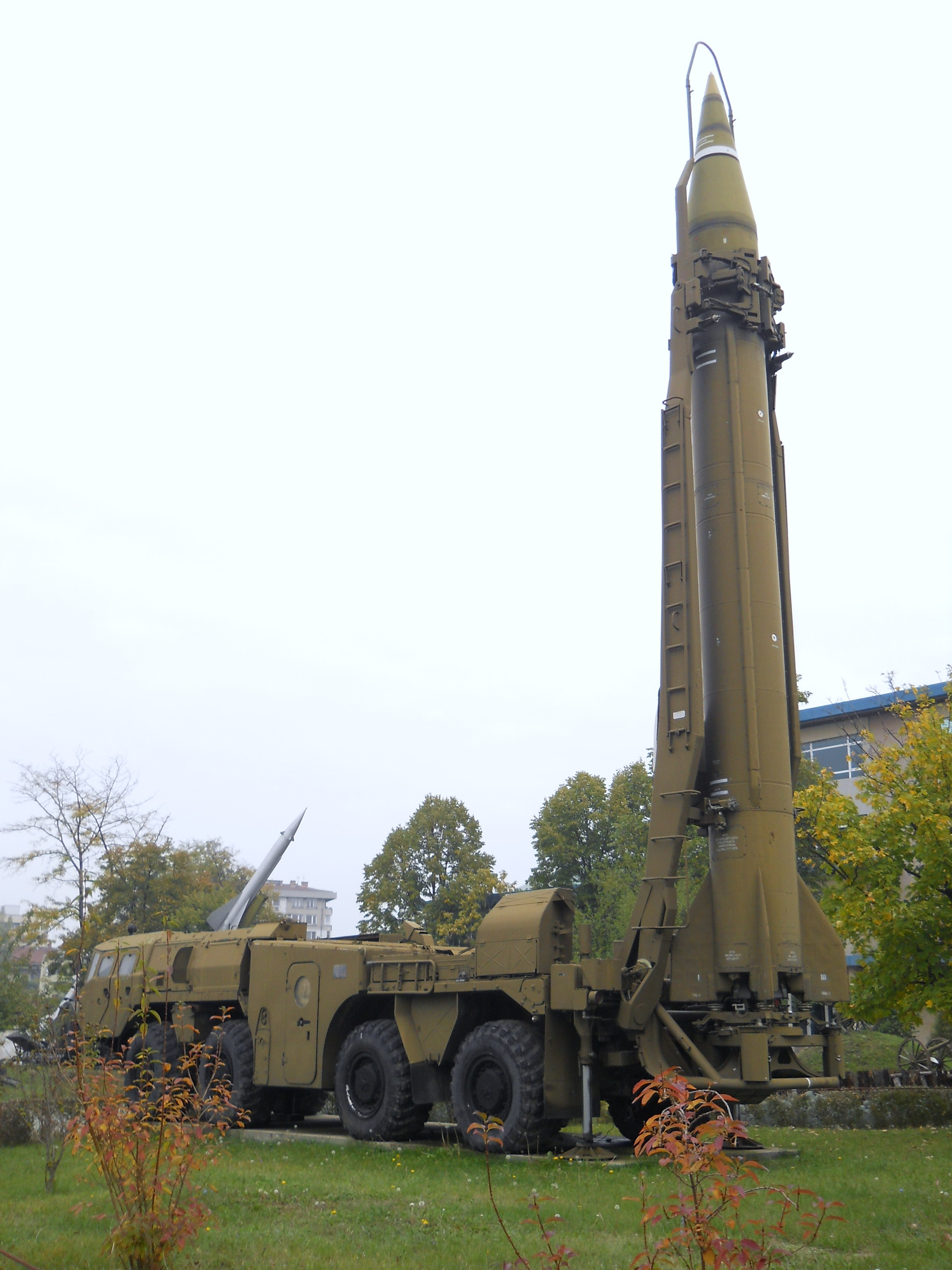
En version tracteur-érecteur-lanceur du missile Scud, exposé dans un musée en Bulgarie.
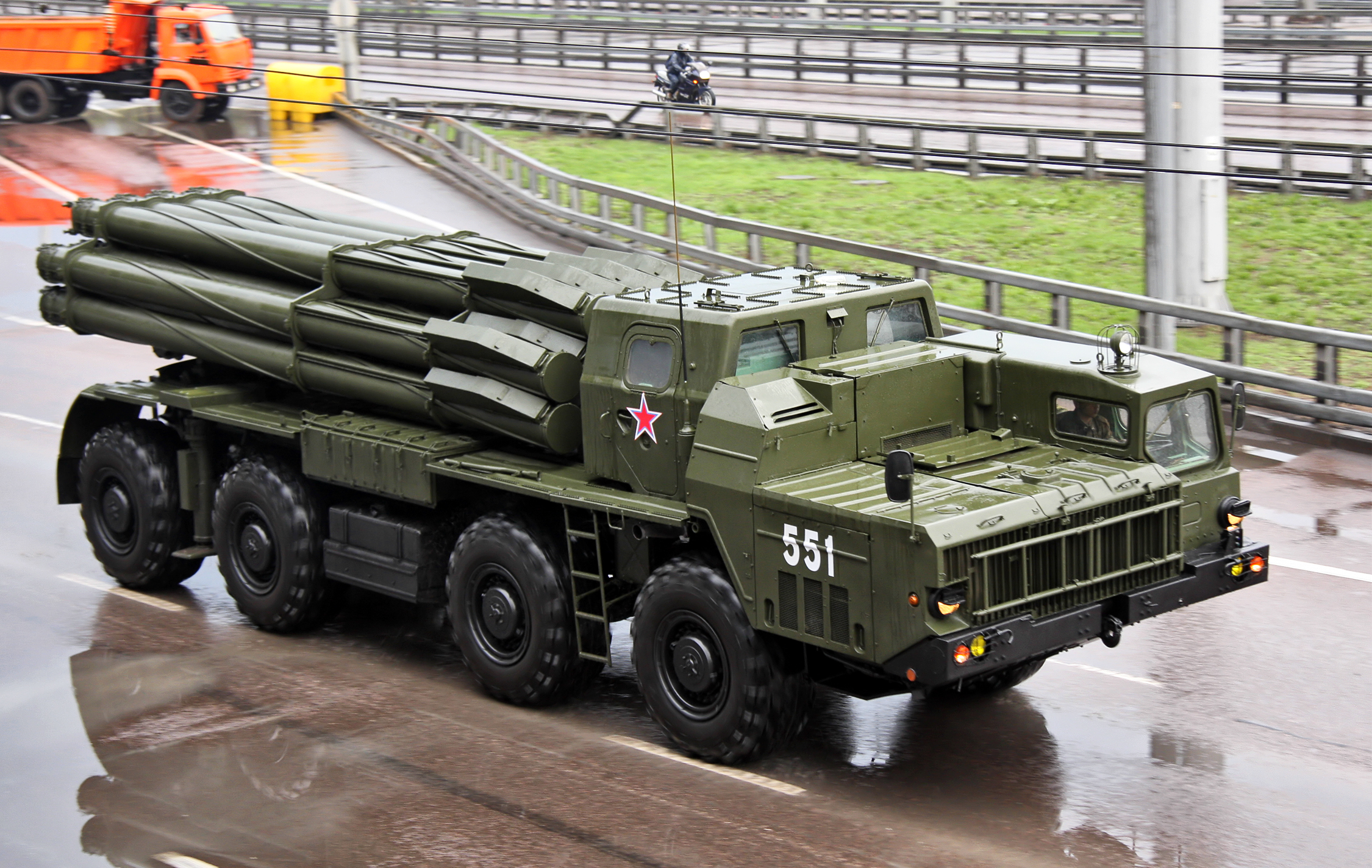
BM-30 Smerch

## Culture populaire
Dans le jeu vidéo Command and Conquer: Generals, le MAZ-7310 est utilisé comme tracteur-érecteur-lanceur par la Global Liberation Army pour lancer un missile Scud, équipé soit d’une ogive explosive, soit bactériologique (Anthrax).
Dans le Braquage de la fin du monde de Grand Theft Auto Online un véhicule similaire au MAZ-7310 au nom de Chernobog  est disponible a l'achat.
Dans le jeu vidéo Spintires, et son spin-off MudRunner, le MAZ-7310 est un des camions utilisables sous l'appellation « E-7310 ». Le second spin-off, SnowRunner, propose également le camion dans le DLC « The Mastodon » et est désigné « ZikZ 612H ». En raison de sa grande efficacité dans ces trois jeux, il est souvent surnommé « Le roi des camions ».